# Меоре-Лелиани
Меоре-Лелиани (груз. მეორე ლელიანი) — село в Грузии, в муниципалитете Лагодехи края Кахетия. 

## География
Село расположено в восточной части края, в 23 километрах по прямой к юго-западу от центра муниципалитета Лагодехи.

## Население
По данным переписи населения 2014 года, в селе проживало 416 человек.